# 上察恩山
46°59′2″N 11°18′27″E / 46.98389°N 11.30750°E

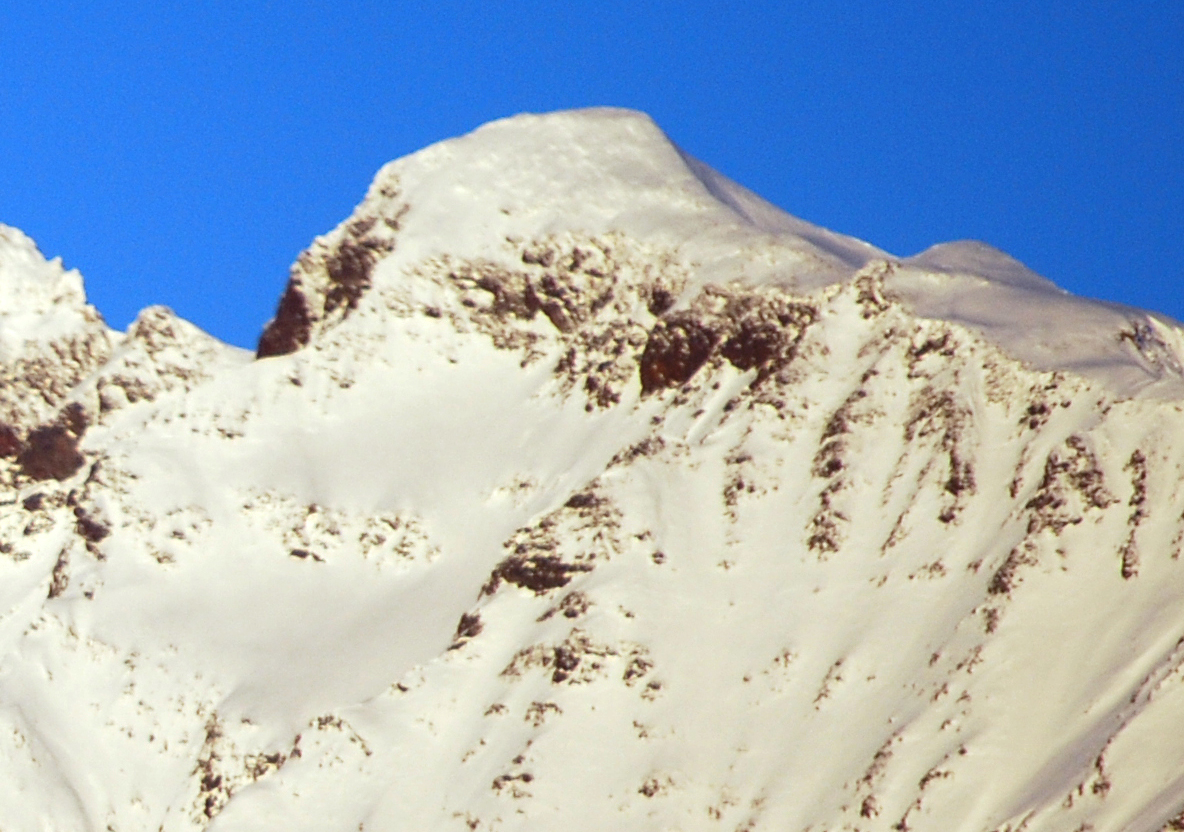

上察恩山（德語：Hoher Zahn），是奧地利的山峰，位於該國西部，由蒂羅爾州負責管轄，屬於斯圖拜阿爾卑斯山脈的一部分，距離魏斯旺德峰0.4公里，海拔高度2,924米，人類在1882年首次登頂。